# Белый национализм

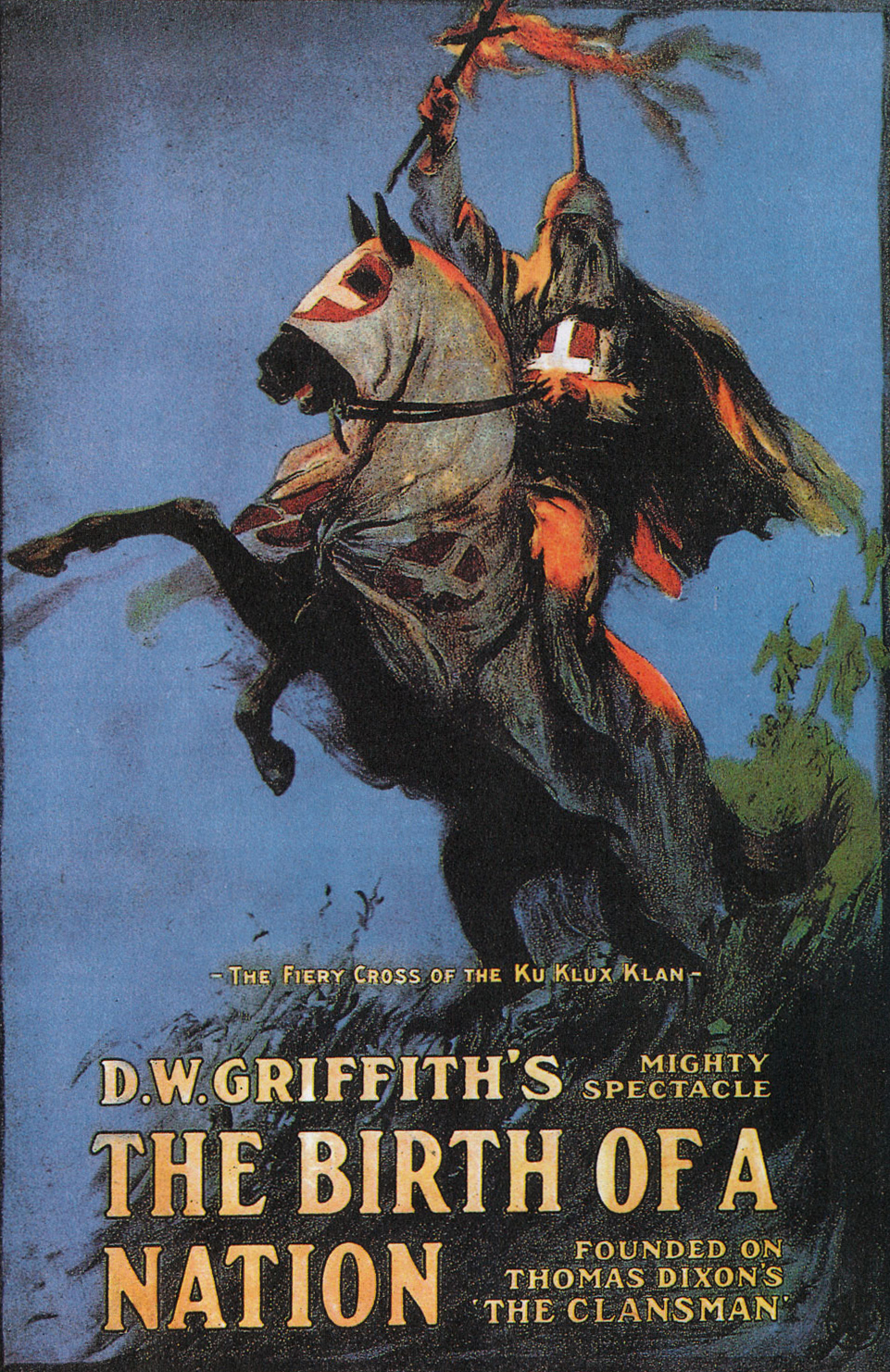
Постер фильма «Рождение нации», 1915

Белый национализм — вид национализма или паннационализма, который пропагандирует убеждение, что белые люди представляют собой расу и стремится развивать и сохранять белую национальную идентичность. Сторонники белого национализма идентифицируют и связывают себя с концепцией «белой нации». Белые националисты утверждают, что они стремятся обеспечить выживание «белой расы» и культур исторически «белых государств». Они считают, что белые люди должны сохранять своё большинство в исторически белых странах», сохранять своё политическое и экономическое доминирование и что их культуры должны быть первостепенны. Белые националисты утверждают, что мисгенация, мультикультурализм, иммиграция небелых людей и рождаемость ниже уровня воспроизводства у белых угрожают существованию «белой расы», что некоторые связывают с конспирологической теорией «геноцида белых».
Белый национализм иногда описывается как эвфемизм для обозначения идеологии превосходства белых или как подвид данной идеологии; оба термина употребляются взаимозаменяемо журналистами и другими аналитиками. Белонационалистические группы поддерживают белый сепаратизм и превосходство белых. Белый сепаратизм ставит целью создание «государства только для белых», превосходство белых представляет собой идеологию, включающую идеи социал-дарвинизма и используемую, в частности, в рамках нацизма, согласно которой белые люди превосходят «небелых». Современные белые националисты обычно избегают термина «превосходство» (англ. supremacy) из-за его негативных коннотаций.
Критики белого национализма утверждают, что термин «белый национализм» и такие идеи, как white pride (с англ. — «белая гордость») существуют исключительно для того, чтобы предоставить приличное публичное лицо идеям белого превосходства, и что большинство белонационалистических групп пропагандируют расовое насилие.

## Взгляды
Белые националисты утверждают, что каждая национальность привязана к своему собственному виду и природная иерархия должна восторжествовать над «ложными обещаниями эгалитаризма». Многие белые националисты считают себя патриотами европейской истории и культуры, поддерживающими сохранение уникальности расы и утверждающими, что сама культура — расовый продукт.
Согласно словам белого националиста Самуэля Фрэнсиса, это «движение, отвергающее равенство как идеал, настаивающее на прочной основе человеческой природы, передающейся по наследству». Джаред Тэйлор, другой известный белый националист, утверждает, что подобных взглядов придерживались многие американские лидеры перед 1950-ми.
Согласно Хантингтону, белые националисты утверждают, что демографический сдвиг в США, снижающий процентное отношение белого населения, принёс более низкую интеллектуальную, образовательную и нравственную культуру, позитивную дискриминацию и иммигрантские гетто. Большинство американских белых националистов говорит, что иммиграция должна быть ограничена людям неевропейского происхождения.

## Критика
Многочисленные авторы и организации говорят, что такие идеи, как «белая гордость» и белый национализм, существуют только для того, чтобы предоставить приличное публичное лицо для белого супремасизма. Кофи Буэнор Хаджор утверждает, что в то время как чёрный национализм стал ответом на расовую дискриминацию, белый национализм является выражением белого супремасизма. Другие критики описывают белый национализм как «несколько параноидальную идеологию», основывающуюся на публикации псевдоакадемических исследований.
Кэрол Миллер Суэйн утверждает, что негласной целью белого национализма является апелляция к более крупной публике, и что большинство белонационалистических групп пропагандируют белый сепаратизм и расовое насилие. Оппоненты обвиняют белых националистов в ненависти, расовой нетерпимости и деструктивной политике идентичности. Белошовинистские группы имеют историю преступлений на почве ненависти, особенно против людей еврейского или африканского происхождения. В число примеров входит суд Линча над чернокожими людьми Ку-клукс-кланом.
Некоторые критики утверждают, что белые националисты, позиционируя себя как борцы за гражданские права и интересы своей расовой группы, часто используют идеи нативистских традиций Ку-клукс-клана и Британского национального фронта. Критики также замечают антисемитскую риторику, употребляемую белыми националистами, проявляющуюся в пропаганде теорий заговора, таких как Сионистское оккупационное правительство.

## Известные организации
- American Renaissance
- Арийская гвардия
- Арийские нации
- Британский национальный фронт
- Британская национальная партия
- British People's Party
- Канадский союз «Наследие»
- Creativity Alliance
- Creativity Movement
- Council of Conservative Citizens
- Датский фронт
- Dutch Peoples-Union
- European-American Unity and Rights Organization
- Организация объединённых американцев европейского происхождения
- Heathen Front
- Ку-клукс-клан
- Национальный альянс (Нидерланды)
- Национальный альянс (США)
- Национал-демократическая партия Германии
- Национал-социалистическое движение
- National Vanguard
- Nationalist Alliance
- Nationalist Coalition
- Nationalist Party of Canada
- Patriotic Youth League
- People’s Front
- Swedish Resistance Movement
- Vigrid
- Volksfront
- White Aryan Resistance
- White Nationalist Party
- White Pride - Кровь и Честь (WPBH)

## Известные личности
- Ян Стюарт
- Дэвид Дюк
- Ник Гриффин
- Сеппо Лехто
- Эжен Терблан
- Дэвид Лэйн

## Известные СМИ
- American Renaissance
- Info-14
- Metapedia
- National Vanguard
- Occidental Observer
- Podblanc
- Redwatch
- The Political Cesspool
- Stormfront
- Vanguard News Network